# Ramiro Árciga
Ramiro Árciga Zárate (La Piedad, 30 agosto 2004) è un calciatore messicano, centrocampista del Club Tijuana e della nazionale messicana.

## Carriera

### Club
È cresciuto nel settore giovanile del Monarcas Morelia, passando nel 2020 al neonato Mazatlán dopo il cambio di sede del club. Ha debuttato a livello professionistico il 26 luglio 2023 nell'incontro di Leagues Cup pareggiato 1-1 contro il Juárez ed ha segnato i suoi primi gol il 1º agosto 2024 decidendo la trasferta contro il Nashville sempre in Leagues Cup.
L'8 gennaio 2025 è stato acquistato a titolo definitivo dal Club Tijuana.

### Nazionale
Ha giocato con la nazionale messicana Under-23.
Il 31 maggio 2024 ha esordito con la nazionale maggiore nell'amichevole vinta 1-0 contro la Bolivia.

## Statistiche

### Presenze e reti nei club
Statistiche aggiornate al 2 marzo 2025.
| Stagione        | Squadra         | Campionato      | Campionato | Campionato | Coppe nazionali | Coppe nazionali | Coppe nazionali | Coppe continentali | Coppe continentali | Coppe continentali | Altre coppe | Altre coppe | Altre coppe | Totale | Totale | Totale |
| Stagione        | Squadra         | Comp            | Pres       | Reti       | Comp            | Pres            | Reti            | Comp               | Pres               | Reti               | Comp        | Pres        | Reti        | Pres   | Reti   |        |
| --------------- | --------------- | --------------- | ---------- | ---------- | --------------- | --------------- | --------------- | ------------------ | ------------------ | ------------------ | ----------- | ----------- | ----------- | ------ | ------ | ------ |
| 2023-2024       | Mazatlán        | LMX             | 10         | 0          | -               | -               | -               | -                  | -                  | -                  | LC          | 2           | 0           | 12     | 0      |        |
| 2024-gen. 2025  | Mazatlán        | LMX             | 17         | 0          | -               | -               | -               | -                  | -                  | -                  | LC          | 5           | 2           | 22     | 2      |        |
| Totale Mazatlán | Totale Mazatlán | Totale Mazatlán | 27         | 0          |                 | -               | -               |                    | -                  | -                  |             | 7           | 2           | 34     | 2      |        |
| gen.-giu. 2025  | Club Tijuana    | LMX             | 2          | 0          | -               | -               | -               | -                  | -                  | -                  | -           | -           | -           | 2      | 0      |        |
| Totale carriera | Totale carriera | Totale carriera | 29         | 0          |                 | -               | -               |                    | -                  | -                  |             | 7           | 2           | 36     | 2      |        |

### Cronologia presenze e reti in nazionale
| Cronologia completa delle presenze e delle reti in nazionale ― Messico | Cronologia completa delle presenze e delle reti in nazionale ― Messico | Cronologia completa delle presenze e delle reti in nazionale ― Messico | Cronologia completa delle presenze e delle reti in nazionale ― Messico | Cronologia completa delle presenze e delle reti in nazionale ― Messico | Cronologia completa delle presenze e delle reti in nazionale ― Messico | Cronologia completa delle presenze e delle reti in nazionale ― Messico | Cronologia completa delle presenze e delle reti in nazionale ― Messico |
| Data                                                                   | Città                                                                  | In casa                                                                | Risultato                                                              | Ospiti                                                                 | Competizione                                                           | Reti                                                                   | Note                                                                   |
| ---------------------------------------------------------------------- | ---------------------------------------------------------------------- | ---------------------------------------------------------------------- | ---------------------------------------------------------------------- | ---------------------------------------------------------------------- | ---------------------------------------------------------------------- | ---------------------------------------------------------------------- | ---------------------------------------------------------------------- |
| 31-5-2024                                                              | Chicago                                                                | Messico                                                                | 1 – 0                                                                  | Bolivia                                                                | Amichevole                                                             | -                                                                      | 85’                                                                    |
| Totale                                                                 |                                                                        | Presenze                                                               | 1                                                                      |                                                                        | Reti                                                                   | 0                                                                      |                                                                        |